# Agostino Calmet
Agostino Calmet, in lingua francese Augustin Calmet, noto anche come Dom Calmet (Ménil-la-Horgne, 26 febbraio 1672 – Abbazia di Saint-Pierre de Senones, 25 ottobre 1757), fu un religioso benedettino appartenente alla Congregazione dei Santi Vitone e Idulfo; esegeta famoso, divenne abate dell'Abbazia di Saint-Pierre de Senones.

## Biografia
Proveniente da modesta famiglia (il padre era maniscalco), si distinse presto per la sua attitudine allo studio, tanto che i genitori lo fecero entrare nel priorato benedettino di Breuil. All'età di 15 anni entrò all'Università di Pont-à-Mousson e seguì i corsi di retorica tenuti dal gesuita, padre Ignazio d'Aubrussel (futuro confessore della regina di Spagna). Al termine di questi studi entrò nella Congregazione benedettina dei Santi Vitone e Idulfo. Compì il suo noviziato presso l'Abbazia di Saint-Mansuy di Toul e prese i voti il 23 ottobre 1689. Successivamente venne inviato a studiare filosofia presso l'Abbazia di Sant'Apro di Toul e di teologia presso quella di San Gregorio a Munster. Ordinato prete il 1º marzo 1696 ad Arlesheim, nei pressi di Basilea, celebrò la sua prima Messa nell'abbazia di Munster il 24 aprile dello stesso anno.
Egli ricevette l'incarico di commentare le Sacre Scritture presso l'abbazia di Moyenmoutier e presso quella di Munster, quindi venne nominato priore a Lay-Saint-Christophe (1714-1715) divenendo successivamente abate di Saint-Léopold a Nancy (1718).
Egli consultò tutte le biblioteche del suo Ordine, compilando numerosi saggi storici. Nel 1728 venne nominato abate dell'Abbazia di Saint-Pierre a Senones, capitale del Principato di Salm. Fu proprio in quest'abbazia che egli lavorò negli ultimi anni della propria vita, intrattenendo una fitta corrispondenza con numerosi eruditi del suo tempo.
Fu qui che scrisse il suo Dissertazioni sopra le apparizioni de' spiriti, e sopra i vampiri, o i redivivi d'Ungheria, di Moravia e di Silesia (Traité sur les apparitions des anges, des démons et des esprits et sur les revenants, et vampires de Hongrie, de Bohème, de Moravie et de Silésie) che fece scrivere a Voltaire nel suo Dictionnaire philosophique :
(Voltaire, Dictionnaire philosophique)
Sempre critico, Voltaire consultò ciò non di meno le opere di Calmet, si appoggiò spesso alla sua prodigiosa erudizione per elaborare i propri scritti, in particolare per il suo Dizionario filosofico.

## Riconoscimenti
Una via del centro di Nancy porta ancor oggi il suo nome fin dal 1867.
Una via di Metz, sita nel quartiere del Sablon, porta il suo nome dal 1934.
A Commercy (Mosa) ed a Senones (Vosgi) piazze portano il nome di Calmet.
Il suo monumento funebre è stato eretto nell'Abbazia di Saint-Pierre de Senones e riporta l'elenco delle sue opere principali.

## Opere
L'opera di Dom Augustin Calmet è eclettica e prolifica. I suoi principali scritti sono:
- Abrégé de l'histoire de la Lorraine, Nancy, (1734) ;
- La Bible en latin et en français, avec un Commentaire littéral et critique, Parigi, 1707-1716, 23 vol. in-4 (le commentaire a été reproduit à part sous le titre de Trésor d'antiquités sacrées et profanes, 9 v., 1722 et ann. suiv.) ;
- Bibliothèque lorraine, ou histoire des hommes illustres qui ont fleuri en Lorraine, Nancy, (1751) ;
- Commentaires sur l'Ancien et le Nouveau Testament, in latino e francese (26 volumi) (1707-1717) ;
- Dictionnaire historique et critique de la Bible, Paris, 1722-1728, 2 vol. m-fol. Ces deux ouvrages capitaux ont été plusieurs fois réimprimés, et ont reçu des augmentations considérables (version en ligne) ;
- Dissertation sur les grands chemins de Lorraine, Nancy, (1727) ;
- Histoire de l'Ancien et du Nouveau Testament ;
- Histoire de l'abbaye de Munster, Colmar, (posthume, 1882) ;
- Histoire de l'abbaye de Senones, Saint-Dié, (posthume, 1877-1881) ;
- Histoire ecclésiastique et civile de la Lorraine, Nancy, (1728), 4 vol., in-fol. ;
- Histoire généalogique de la maison du Châtelet, Nancy, (1741) ;
- Histoire universelle sacrée et profane, Strasbourg, (1735-1747) ;
- Notice de la Lorraine, Nancy, 1756 (Edition de 1840 sur Google Books) ;
- Traité historique des eaux et bains de Plombières, de Luxeuil et de Bains, Nancy, (1748) ;
- Dissertazioni sopra le apparizioni de' spiriti, e sopra i vampiri, o i redivivi d'Ungheria, di Moravia e di Silesia (Traité sur les apparitions des anges, des démons et des esprits et sur les revenants, et vampires de Hongrie, de Bohème, de Moravie et de Silésie) (1746), 2 t. 1751